# Séglien
Séglien (bretonisch: Seglian) ist eine französische Gemeinde mit 656 Einwohnern (Stand 1. Januar 2022) im Département Morbihan in der Region Bretagne. Sie gehört zum Gemeindeverband Pontivy Communauté.

## Geographie
Séglien liegt im Norden des Départements Morbihan und gehört zum Pays de Pontivy.
Nachbargemeinden sind Silfiac im Norden, Cléguérec im Osten, Malguénac im Südosten, Guern im Süden, Locmalo im Südwesten sowie Langoëlan im Westen.
Der Ort liegt etwas abseits von Straßen für den überregionalen Verkehr an der D18. Die wichtigste regionale Straßenverbindung ist die D782 von Guémené-sur-Scorff nach Pontivy, die wenige Kilometer entfernt im Süden vorbeiführt. Der nächstgelegene Anschluss an die N164 ist rund zwanzig Kilometer weiter nördlich.
Die bedeutendsten Gewässer sind der Fluss Sarre sowie die Bäche Moulin du Pont Houarn, Lanhouellic, Le Frétu, Manè Crez und Trescoët. Diese bilden gleichzeitig teilweise die Gemeindegrenze. Zudem gibt es einige kleine Teiche auf dem Gemeindegebiet. Ein geringer Teil des Gemeindeareals ist von Waldgebieten bedeckt.

## Geschichte
Die Gemeinde gehörte zur bretonischen Region Bro Gwened (frz. Vannetais) und innerhalb dieser Region zum Gebiet Bro Bourlet (frz. Pays Pourlet) und teilt dessen Geschichte.

## Bevölkerungsentwicklung
| Jahr      | 1962 | 1968 | 1975 | 1982 | 1990 | 1999 | 2006 | 2019 |
| Einwohner | 1299 | 1115 | 902  | 804  | 724  | 709  | 714  | 652  |

## Sehenswürdigkeiten
- Kirche Notre-Dame-de-Lorette aus dem Jahr 1640 mit Erweiterungen aus dem 19. Jahrhundert
- Kapelle Saint-Germain im gleichnamigen Ort aus dem 15. und 16. Jahrhundert; restauriert 1893
- Kapelle Saint-Jean bei Guergomel aus dem 16. Jahrhundert
- Kapelle Saint-Zénon im gleichnamigen Ort aus dem 17. Jahrhundert
- Kapelle Notre-Dame de Locmaria in Locmaria-Coëtanfao aus dem 15. und 16. Jahrhundert
- Gebetshaus Le Clandy in Séglien (an der Straße nach Guern) aus dem Jahr 1614
- Schloss Coëtanfao (auch Coët-an-Fao) aus dem 17. Jahrhundert
- Herrenhaus Kergohan aus dem Jahr 1651
- mehrere alte Häuser wie Treuzar Bras (1650), Treuzar Bihan (1764) und in Saint-Germain gegenüber der Kapelle (16. Jahrhundert)
- Brunnen fontaine de dévotion in Locmaria aus dem Jahr 1695
- Schöpfbrunnen von Treuzar Bihan
- alter Ofen von Treuzar Bras
- acht alte Mühlen (davon zwei Windmühlen und sechs Wassermühlen) in Mané-Guégan, Trescoët, Pont Houarn, de la Sarre, Trescat und Sylvestre
- römischer Meilenstein westlich von Saint-Germain

Quelle:

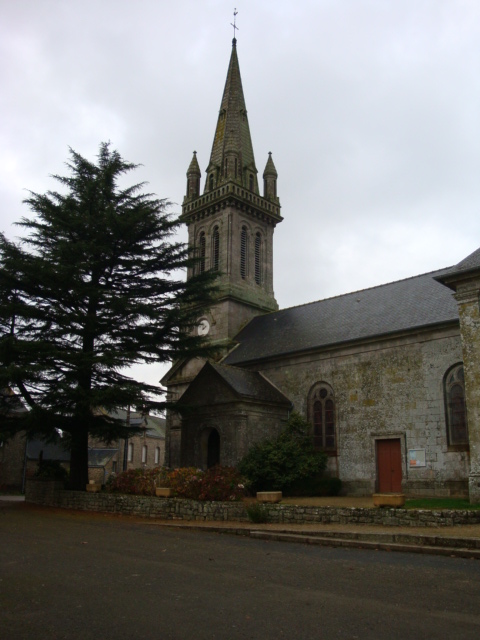
Kirche Notre-Dame-de-Lorette in Séglien
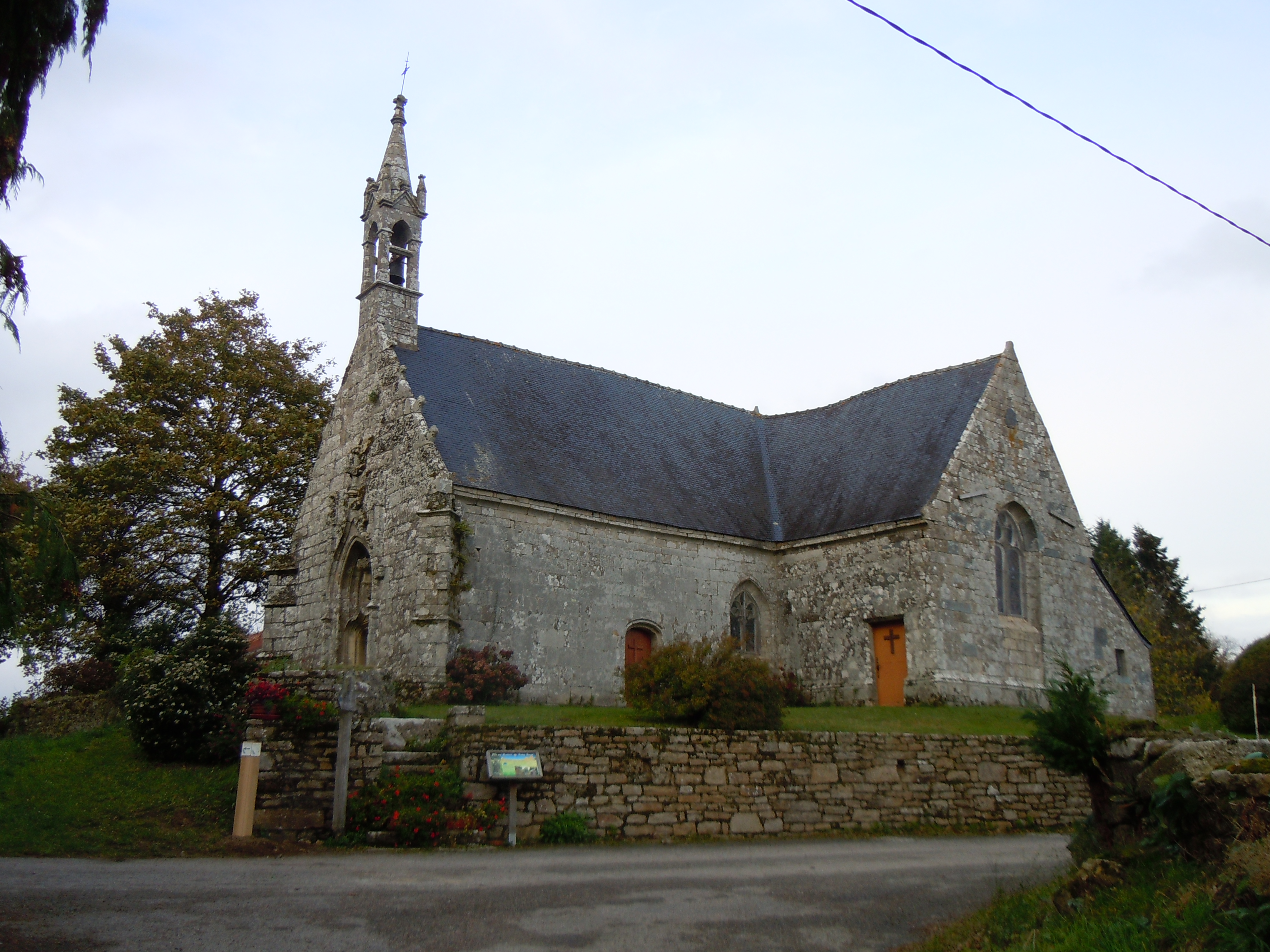
Kapelle Saint-Germain
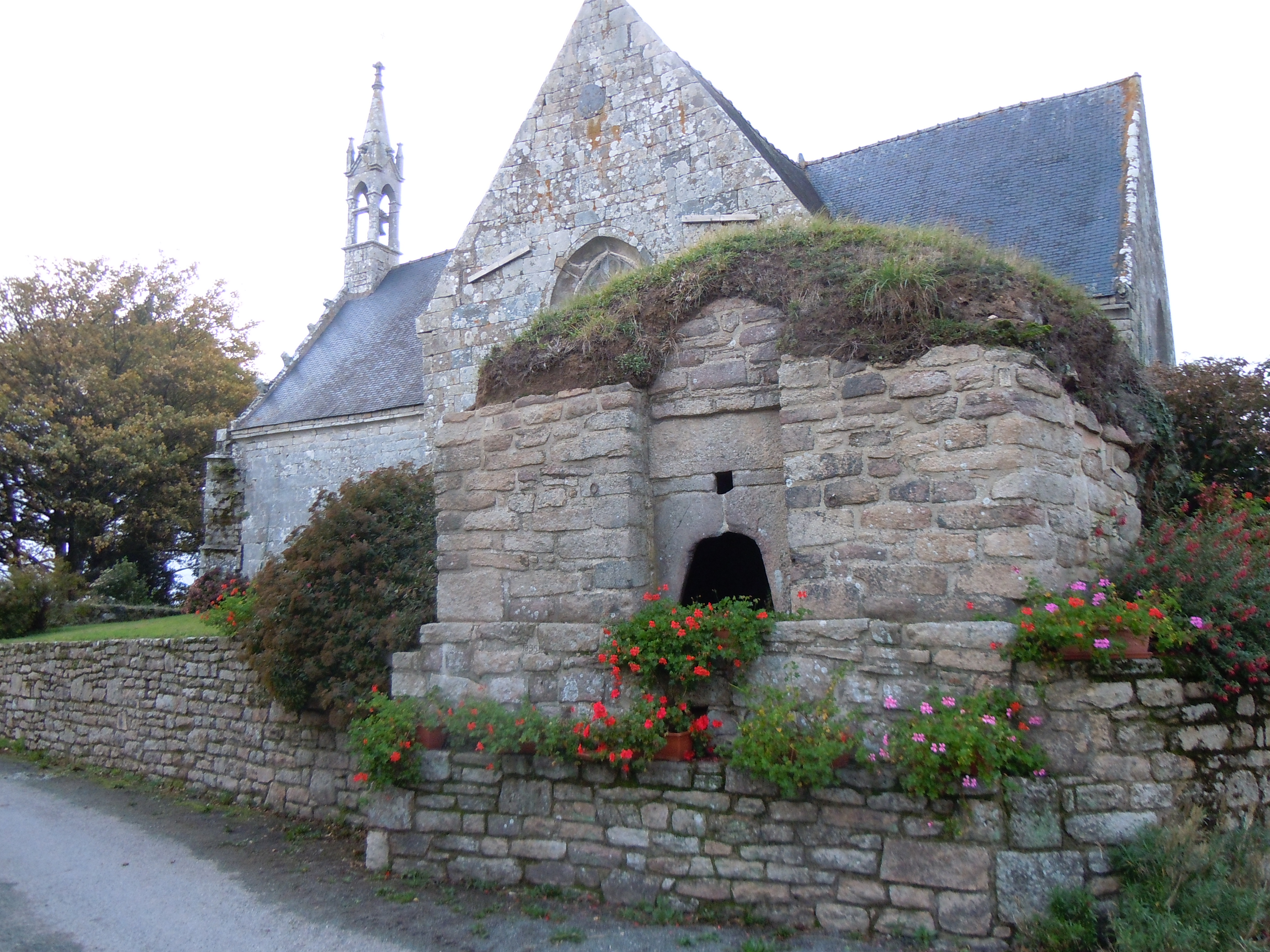
Brotofen bei der Kapelle Saint-Germain
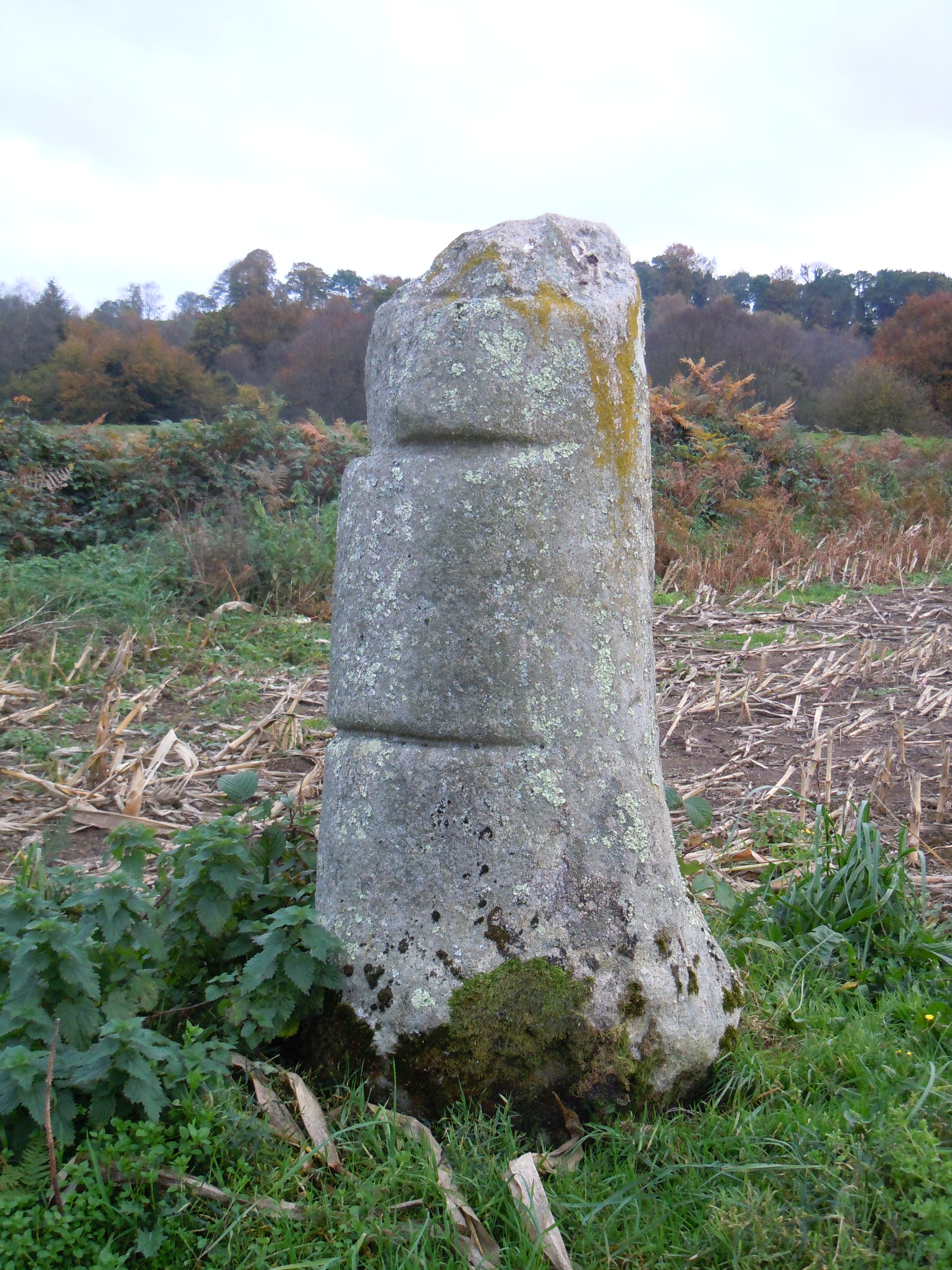
Meilenstein der alten Römerstraße